# Hubéite
Le minéral hubéite, Ca2Mn2+Fe3+[Si4O12(OH)]·(H2O)2, est un sorosilicate du groupe de Si4O13. Structurellement, elle appartient également au groupe de l'akatoréite. Elle a été découverte et nommée d'après la province du Hubei, en Chine où il y est courant de trouver du minerai de fer. Elle se présente principalement sous forme d’agrégats de cristaux en forme d’éventail de couleur brun foncé à brun pâle, avec un trait brun orangé et vitreux. L'hubéite a une dureté de 5,5 sur l'échelle de Mohs, un bon clivage et une cassure conchoïdale. Sa structure cristalline est triclinique avec un groupe spatial de P1. La structure de l'hubéite est très rare et, en fait, il n'existe qu'un seul autre minéral qui correspond au groupe de Si4O13 : la ruizite.
L'hubéite a été découverte par Hawthorne et al. en 2002 dans les mines de Daye, dans la province chinoise du Hubei. Elle est décrite comme un sorosilicate, sur la base de sa formule. Elle est apparentée à l'inésite, la ruizite et l'akatoréite.

## Composition
Pour analyser la composition, une microsonde électronique a été utilisée en mode dispersion de longueur d'onde. La quantité de (OH) et (H2O) a été acquise par solution solide et raffinement, sur la base de travaux antérieurs de Hawthorne et al., 1990. Pour assurer la présence de groupes (OH) et (H2O), un spectre infrarouge a également été enregistré.

## Propriétés physiques et optiques
L'hubéite se présente le plus souvent sous forme d'agrégats de cristaux entrecroisés (fig.1), avec des dimensions généralement inférieures à 5 mm de diamètre. Les cristaux individuels, mesurant jusqu'à 1 mm, exhibent des faces bien développées. Sa couleur varie du brun pâle au brun foncé, en fonction de la taille des cristaux (fig. 2). Parmi les autres caractéristiques, il y a le trait brun orange pâle, l'éclat vitreux et un clivage net parallèle à l'axe c. La fragilité de l'hubéite se manifeste par une cassure conchoïdale, avec une dureté de 5,5 sur l'échelle de Mohs, ainsi qu'une densité de 3,02. En ce qui concerne ses propriétés optiques, elle présente un fort pléochroïsme, un mode biaxe avec un signe optique indéterminé, et possède une biréfringence maximum de 0,023 (γ-α).

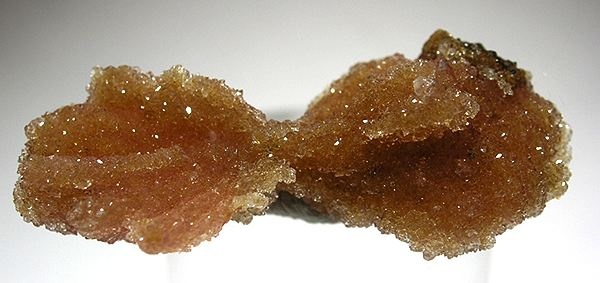
Fig 1- Agrégat en nœud papillon de cristaux d'hubéite

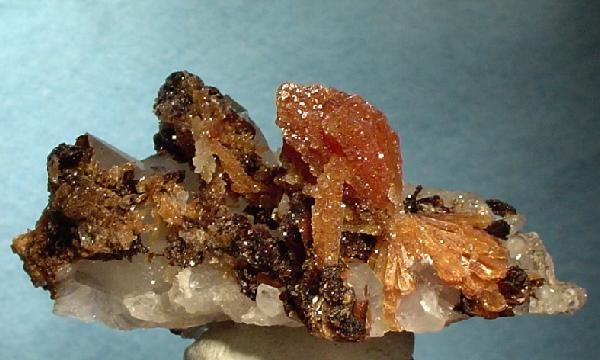
Fig 2- Représentation couleur de l'hubéite

## Structure
Les cristaux étudiés pour analyser la structure de l'hubéite ont été prélevés en Chine à la mine de Daye, province de Hubei. Une première évaluation de la structure minérale a été réalisée en analysant les données d'intensité des rayons X, suivie d'une étude plus approfondie utilisant une microsonde électronique (Hawthorne et al., 2004). L'hubéite présente une structure triclinique, de classe P1. Fondamentalement, deux sites Ca sont présents dans la structure de l'hubéite, le premier sous la forme d'un octaèdre et le deuxième coordonné par 6 atomes d'oxygène à la même distance, avec un atome d'oxygène supplémentaire plus éloigné et disposé dans un octaèdre augmenté. Il existe également 4 sites pour Si dans une disposition tétraédrique, le quatrième site se liant à un groupe OH formant un groupe acide-silicate (SiO3(OH)). De plus, il existe 2 sites d'oxygène liant 2 atomes de Si, créant ainsi un sorosilicate. La séquence [Si4O13] représente un fragment de chaîne à quatre chaînons de tétraèdres selon Hawthorne et al. (2004). Le seul autre minéral sorosilicate qui présente la même configuration à quatre chaînons est la ruizite. La principale différence entre les deux minéraux est la valence du Mn et la présence de Fe3+ pour l'hubéite. La ruizite appartient au groupe des sorosilicates [Si4O13] et lorsqu'elle a été découverte, elle ne ressemblait pas beaucoup aux autres silicates Ca-Mn déjà connus, et maintenant avec la découverte de l'hubéite, il est plus facile de comprendre ce groupe. Les deux autres sites dans la structure sont remplis de Fe avec CN=6 et de Mn avec CN=6, étant l'une des liaisons à OH dans le cas Mn.
La structure hétéropolyédrique de l'hubéite se compose de couches alternées de tétraèdres et de différents polyèdres parallèles à {001}. Les couches tétraédriques sont formées par des coins partageant [Si4O13], et l'autre couche alternée est composée des arêtes polyédriques partageant [6], [7] et [8] Ca, Mn2+ et Fe3+. C'est cette dernière caractéristique qui relie l'hubéite au groupe de l'akatoréite. Celle-ci comme l'hubéite, est triclinique, de groupe spatial P1.
La structure de l'hubéite est associée à l'akatoréite en raison de cette caractéristique, avec des feuilles alternées d'octaèdres et de tétraèdres, parallèles à {101}. De plus, l'association de l'hubéite avec l'inésite dans les mines de Daye est confirmée par des similitudes structurelles, bien que l'inésite soit un cyclosilicate, et l'hubeite résulte de la modification de deux cycles tétraédriques. La principale différence est que l'inésite est un cyclosilicate, et en fait, en omettant 2 des 6 tétraèdres qui forment le cycle tétraèdre, et si l'autre cycle à 8 chaînons est brisé et hydroxylé, le nouvel arrangement devient une hubéite. Ceci ne fait que confirmer l'association hubéite et inésite dans les mines de Daye.

## Occurrence géologique
L'hubéite est principalement associée à un assemblage de skarn avec de l'inésite rose, de l'apophyllite incolore, du quartz, de la pyrite et de la calcite blanche incolore. Ils se produisent tous ensemble à la mine Daye. L'hubéite apparaît dans deux situations différentes. Elle peut se présenter sous forme d'agrégats isolés de cristaux perchés sur du quartz blanc, ou recouvrir les deux côtés d'échantillons épais, qui sont généralement de l'inésite rose et de l'apophyllite (voir figures 3 et 4).

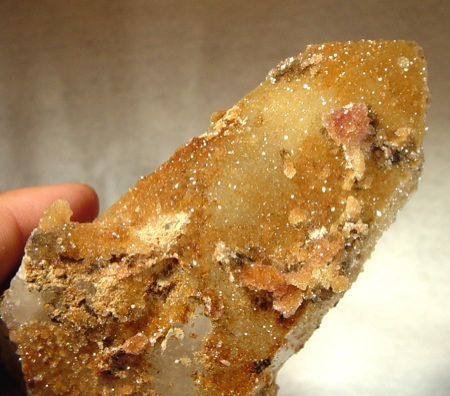
Fig 3- Occurrence d'hubéite sur quartz

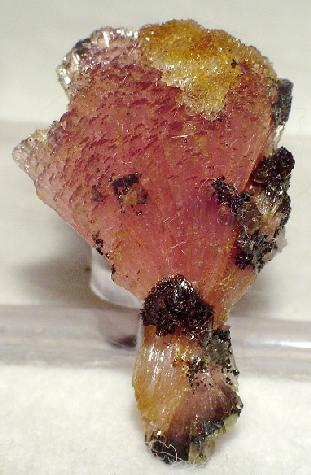
Fig 4- Occurrence d'hubéite sur inésite rose

Les gisements de ruizite sont souvent associés à l'apophyllite, à l'inésite et à la pyrite, mais l'hubéite n'est généralement pas présente dans ces localités. Cette observation suggère que l'hubéite nécessite des environnements oxydés et une concentration adéquate de fer pour se former. La mine Daye, où l'hubéite a été découverte, est un gisement de minerai de fer. Cette région spécifique est caractérisée par des dépôts de roches carbonatées du paléozoïque supérieur en contact avec des plutons vieillissants entre le jurassique moyen et le crétacé moyen. Selon Dingyu et al. (1982), les injections de magma riches en fer constituent la principale cause de la formation des gisements de minerai dans la région. Ces dépôts polymétalliques forment une ceinture traversant la Chine d'ouest en est. La mine où l'hubéite a été initialement découverte est également une source de wollastonite prisée par les collectionneurs de minéraux.

## Gisements
Hawthorne et ses collaborateurs (2002) ont identifié l'hubéite dans la mine de Daye, située dans la province chinoise du Hubei. Cette découverte a contribué à la renommée de la mine, bien que cette dernière soit plus célèbre pour ses cristaux d'inésite et de wollastonite. Initialement ouverte en 1966 pour l'exploration du cuivre, la mine de Daye s'est reconvertie en une importante source de wollastonite après des difficultés financières. Heureusement, la région abrite d'autres gisements de type skarn riches en fer et en cuivre, contribuant significativement aux réserves nationales de ces métaux en Chine.
Le comté de Daye est également réputé pour ses gisements de minéraux non métalliques, même si c'est une ville majeure pour la fabrication de bronze. La province du Hubei tire principalement ses revenus de la production d'or et d'argent. Elle représente également l'un des berceaux de la culture chinoise de l'âge du bronze, avec des œuvres d'art issues de la culture du fleuve Yangtsé. Les débuts de l'extraction du cuivre dans cette région remontent à la dynastie Yin, tandis que l'extraction du fer a débuté sous la dynastie Qing, conférant à ces mines une signification symbolique dans la culture chinoise.
Le minéral a été trouvé également en Roumanie à Cavnic et en Suède à Filipstad dans la mine Harstigen.